# Noord-Bahiaanse blonde springaap
De Noord-Bahiaanse blonde springaap (Callicebus barbarabrownae)  is een zoogdier uit de familie van de sakiachtigen (Pitheciidae). De wetenschappelijke naam van de soort werd voor het eerst geldig gepubliceerd door Philip Hershkovitz in 1990.

## Voorkomen
De soort komt voor in Brazilië.